# Les Vigneaux
Les Vigneaux – miejscowość i gmina we Francji, w regionie Prowansja-Alpy-Lazurowe Wybrzeże, w departamencie Alpy Wysokie.
Według danych na rok 1990 gminę zamieszkiwało 346 osób, a gęstość zaludnienia wynosiła 22 osoby/km² (wśród 963 gmin regionu Prowansja-Alpy-W. Lazurowe Les Vigneaux plasuje się na 541. miejscu pod względem liczby ludności, natomiast pod względem powierzchni na miejscu 579.).